# Parapuzosia seppenradensis
Parapuzosia seppenradensis je největší dosud známý druh amonita. Vyskytoval se v období spodního campanu (pododdíl svrchní křídy) v oblasti dnešního Vestfálska. Exemplář, který byl nalezen roku 1895 v Seppenrade (část dnešního města Lüdinghausen), měří v průměru 1,8 metru – a to ještě část schránky chybí.
Nalezená fosilie je dnes vystavena ve foyeru Westfälische Museum für Naturkunde v německém Münsteru. Předpokládá se, že daný exemplář mohl za života měřit 2,55 či snad až 3,5 metru. Hmotnost živého exempláře byla odhadnuta na 1455 kg, z čehož 705 kg by připadalo na schránku.